# Seznam chráněných území v okrese Kežmarok
Toto je seznam chráněných území v okrese Kežmarok aktuální k roku 2015, ve kterém jsou uvedena chráněná území v oblasti okresu Kežmarok.
| Kód  | Obrázek                   | Typ | Název                     | Rozloha (ha) | Galerie Commons                                            | Popis území | Souřadnice                       |
| ---- | ------------------------- | --- | ------------------------- | ------------ | ---------------------------------------------------------- | ----------- | -------------------------------- |
| 500  |                           | NPR | Belianske lúky            | 89,4206      |                                                            |             |                                  |
| 1212 |                           | PP  | Beliansky potok           | 2,5201       |                                                            |             |                                  |
| 1151 |                           | PP  | Jaskyňa v Skalke          | x            |                                                            |             |                                  |
| 632  | Osturnianske jazero       | PP  | Osturnianske jazero       | 14,3578      | Kategorie „Mišku Kovaľa“ na Wikimedia Commons              |             | 49°19′6″ s. š., 20°15′13″ v. d.  |
| 577  | Jezerské jazero           | PR  | Jezerské jazero           | 2,1800       | Kategorie „Jezerské jazero“ na Wikimedia Commons           |             | 49°16′58″ s. š., 20°20′48″ v. d. |
| 743  |                           | PR  | Kút                       | 11,2200      |                                                            |             |                                  |
| 605  | Malé Osturnianske jazero  | PR  | Malé jazero               | 7,0600       | Kategorie „Malé Osturnianske jazero“ na Wikimedia Commons  |             | 49°20′15″ s. š., 20°12′24″ v. d. |
| 746  |                           | NPR | Mokriny                   | 882,8200     |                                                            |             |                                  |
| 749  |                           | PR  | Pálenica                  | 291,2000     |                                                            |             |                                  |
| 751  |                           | PR  | Poš                       | 20,8200      |                                                            |             |                                  |
| 765  |                           | PR  | Slavkovský jarok          | 2,4800       |                                                            |             |                                  |
| 704  | Veľké osturnianske jazero | PR  | Veľké osturnianske jazero | 48,8100      | Kategorie „Veľké Osturnianske jazero“ na Wikimedia Commons |             | 49°20′32″ s. š., 20°13′10″ v. d. |